# مؤسسة هانز مارتن شايلر
مؤسسة هانز مارتن شايلر (بالألمانية: Hanns Martin Schleyer-Stiftung) هي مؤسسة ألمانية تعمل على تشجيع الأبحاث في الاقتصاد والقانون والعلوم الثقافية. تأسست في عام 1977 على يد اتحاد أرباب العمل الألمانية (BDA) واتحاد الصناعات الألمانية (BDI).
تقع المؤسسة في مدينة كولونيا، وتمنح جائزة فريدوارت بروكهاوس، وجائزة هانز مارتن شايلر،  وجائزة الجامعة للصحافة العلمية.

## جائزة هانز مارتن شلاير
تمنح مؤسسة هانز مارتن شايلر (بالألمانية: Hanns Martin Schleyer-Stiftung)، وهي جائزة أسستها شركة صناعة السيارات دايملر إيه جي في عام 1982 تكريمًا لهانس مارتن شلاير، المدير التنفيذي السابق لاتحاد أرباب العمل الألمانية (BDA) واتحاد الصناعات الألمانية (BDI). اختطف شلاير وقتل على يد فصيل الجيش الأحمرRAF في عام 1977 بعد استهدافه من قبل عناصر متطرفة في الحركة الطلابية الألمانية بسبب دوره في تلك المنظمات التجارية وأنشطته السابقة كضابط سابق في فرقة النخبة والحماية النازية SS. كان الاختطاف والقتل جزءًا من حملة سلاح الجو الملكي البريطاني المعروفة باسم الخريف الألماني. وفقًا لمسؤولها، تُمنح الجائزة سنويًا «للمساهمات البارزة في توطيد وتعزيز أسس المجتمع على أساس مبدأ الحرية الفردية.»
مُنحت أول الجوائز السنوية للاقتصادي والحائز على جائزة نوبل فريدريش فون هايك في عام 1984. وفي عام 2013، مُنحت الجائزة إلى هيلموت ماوتشر، الرئيس التنفيذي السابق لشركة نستله والناقد الصريح لنظام الرعاية الاجتماعية الألماني.

## الفائزين بالجائزة
- هيلموت ماوتشر (2013)
- هلموت شميت (2012) [12][13]
- يورغن ستروب (2011)
- جان كلود يونكر (2010)
- هلموت كول (2009)
- يواكيم ميلبرغ (2008)
- جونتر دو برين (2007)
- كلاوس فون دهناني (2006)
- هوبرت ماركل (2005)
- مينهارد ميجل (2004)
- هانز بيتر شيل (2003)
- يواكيم فيست (2002)
- هيلموت ريلينج (2001)
- بول كيرشوف (2000)
- إليزابيث نويل نيومان (1999)
- راينهارد مون (1998)
- إرنست يواكيم ميستماكر (1997)
- هيرمان راب (1996)
- بيرند روثرز (1995)
- هيرمان لوبي (1994)
- فرانز كونينغ (1993)
- بيرجيت بريويل (1992)
- كورت ماسور (1991)
- راينر كونزي (1990)
- أوتو شولميستر (1989)
- غولو مان (1988)
- هانز جورج جادامير (1987)
- كارل كارستنز (1986)
- إرنست كروفورد (1985)
- فريدريش فون هايك (1984)